# GNUnet (protocollo)
Il protocollo GNUnet è un protocollo modulare pensato per l'omonima rete peer-to-peer anonima e decentralizzata. È utilizzato principalmente dal framework multipiattaforma GNUnet.
Il protocollo GNUnet è accessibile tramite un Uniform Resource Identifier attualmente non approvato dallo IANA, la cui forma è cambiata diverse volte durante la storia del progetto di cui fa parte. La notazione a cui si fa riferimento qui è quella adottata ufficialmente a partire dalla versione 0.7.0 del framework GNUnet.
La porta di comunicazione, ufficialmente registrata presso lo IANA, è la numero 2086 (tcp + udp).
Gli URI del protocollo GNUnet consistono principalmente in due sezioni: il modulo e l'identificatore del modulo (id). Un tipico URI GNUnet presenta la seguente struttura gnunet://modulo/identificatore, dove modulo è il nome del modulo e identificatore è la stringa specifica del modulo.

## Il modulo ECRS
I file condivisi tramite il protocollo GNUnet sono codificati in ECRS (An Encoding for Censorship-Resistant Sharing). L'identificatore del modulo ecrs consiste in una delle seguenti istruzioni: chk, sks, ksk o loc seguita da uno slash e da un valore specifico per ciascuna categoria.
- chk identifica file, tipicamente: gnunet://ecrs/chk/[file hash, utilizzando 0-9A-V].[query hash, utilizzando 0-9A-V].[dimensione in byte]
- sks identifica file all'interno dei namespaces, tipicamente: gnunet://ecrs/sks/NAMESPACE/IDENTIFICATORE
- ksk identifica richieste di ricerca, tipicamente: gnunet://ecrs/ksk/KEYWORD[+KEYWORD]*
- loc identifica un dato su una specifica macchina, tipicamente: gnunet://ecrs/loc/PEER/RICHIESTA.TIPO.KEYWORD.DIMENSIONE

### Esempi
Un tipico URI di file-sharing per GNUnet che punta a una specifica copia del testo della licenza GPL:
```
gnunet://ecrs/chk/9E4MDN4VULE8KJG6U1C8FKH5HA8C5CHSJTILRTTPGK8MJ6VH\
ORERHE68JU8Q0FDTOH1DGLUJ3NLE99N0ML0N9PIBAGKG7MNPBTT6UKG.1I823C58O3L\
KS24LLI9KB384LH82LGF9GUQRJHACCUINSCQH36SI4NF88CMAET3T3BHI93D4S0M5CC\
6MVDL1K8GFKVBN69Q6T307U6O.17992
```

Un'altra tipologia di URI di file-sharing per GNUnet che punta più genericamente a tutti i risultati della ricerca della parola chiave "gpl":
```
gnunet://ecrs/ksk/gpl
```